# Réserve mondiale de la Biosphère du lac Saint-Pierre
La Réserve mondiale de la Biosphère du lac Saint-Pierre est une Réserve de Biosphère reconnue en novembre 2000 par l'UNESCO.
Selon l’UNESCO, une Réserve de Biosphère (RB) est "un lieu d’apprentissage et de développement durable qui teste des approches interdisciplinaires afin de comprendre et de gérer les changements et les interactions entre les systèmes sociaux et écologiques, y compris la prévention de conflits et la gestion de la biodiversité. Ce sont des endroits qui apportent des solutions locales à des problèmes mondiaux."

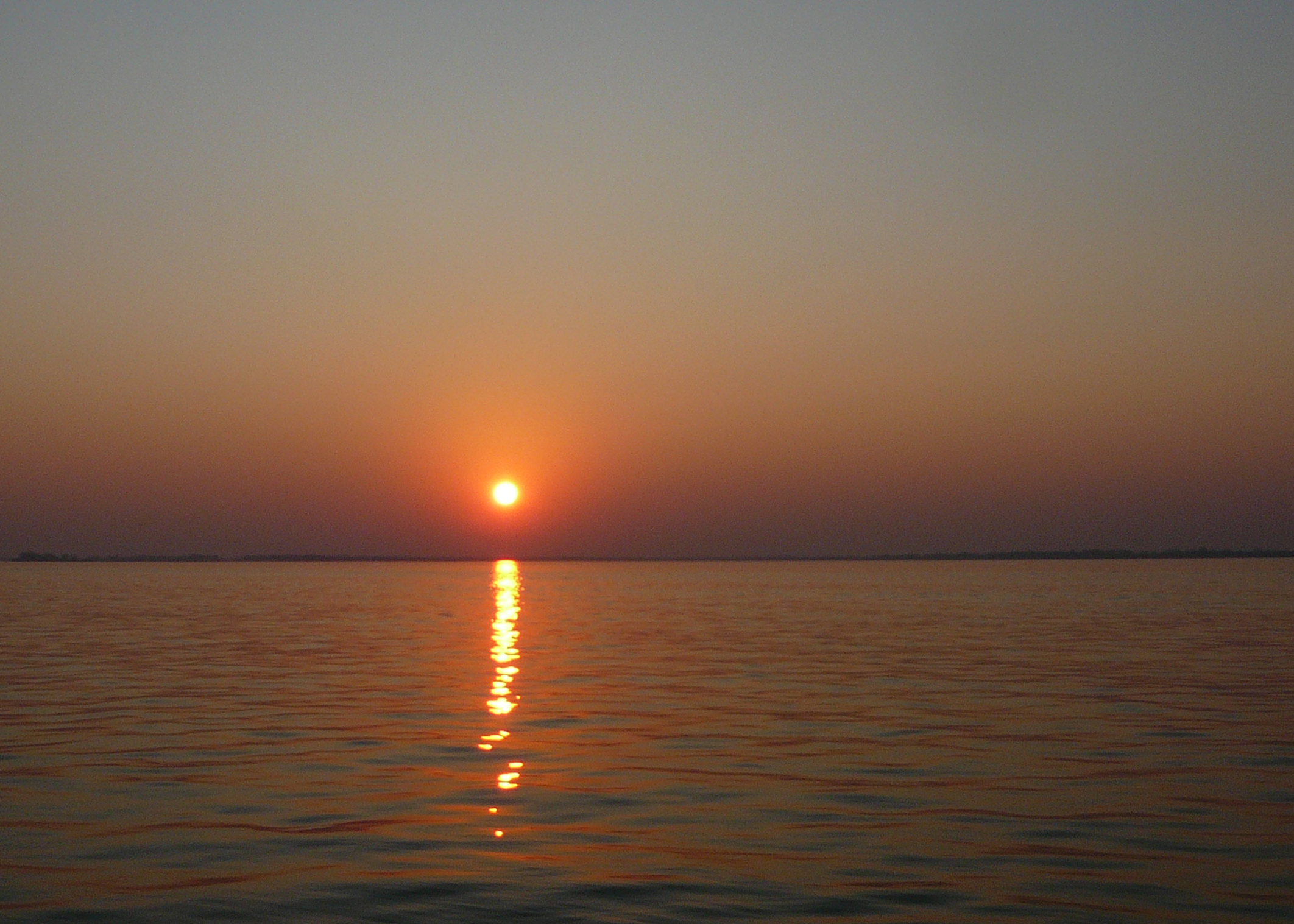
Coucher de soleil au lac Saint-Pierre

Les Réserves de Biosphère de l’UNESCO comprennent actuellement (2021) 714 sites où vivent près de 257 millions de personnes réparties dans 129 pays.
On compte 18 Réserves de Biosphère au Canada, dont 4 au Québec :
- Réserve mondiale de la Biosphère du lac Saint-Pierre
- Réserve de la biosphère de Charlevoix
- Région de biosphère du mont Saint-Hilaire
- Réserve mondiale de la biosphère de Manicouagan-Uapishka

Les Réserves de Biosphère sont issues du Programme sur l’Homme et la biosphère (MAB) de l’UNESCO et ont été créées comme programme scientifique intergouvernemental visant à améliorer les relations entre les humains et leur environnement. Il s’agit d’une certaine façon d’une étude de longue durée combinant sciences naturelles et sciences sociales sur un territoire en particulier. Le but ultime est d’améliorer les moyens de subsistance des communautés et de sauvegarder les écosystèmes, en reliant les domaines de la science appliquée, économique, sociale et naturelle.
Selon le MAB, les trois objectifs principaux d’une Réserve de Biosphère sont :
- la conservation des écosystèmes ;
- le développement durable ;
- de fournir un appui logistique.

Le manque de connaissance au sujet des processus naturels, des interactions entre l’homme et la nature, de même que l’application du développement durable et de la conservation de la biodiversité donne toute son importance au statut de Réserve de Biosphère. Il est donc important de créer et de maintenir une base de connaissances afin de pouvoir comprendre, analyser et agir rapidement et efficacement. C’est pourquoi ces territoires sont utilisés comme des laboratoires vivants, ils sont vus comme tels puisque les acteurs du territoire sont dans les premiers à instaurer de nouvelles techniques de développement durable et de conservation, mais également parce qu’un suivi serré se fait quant à la viabilité de ces projets et grâce au partage de connaissances véhiculé parmi toutes les instances.

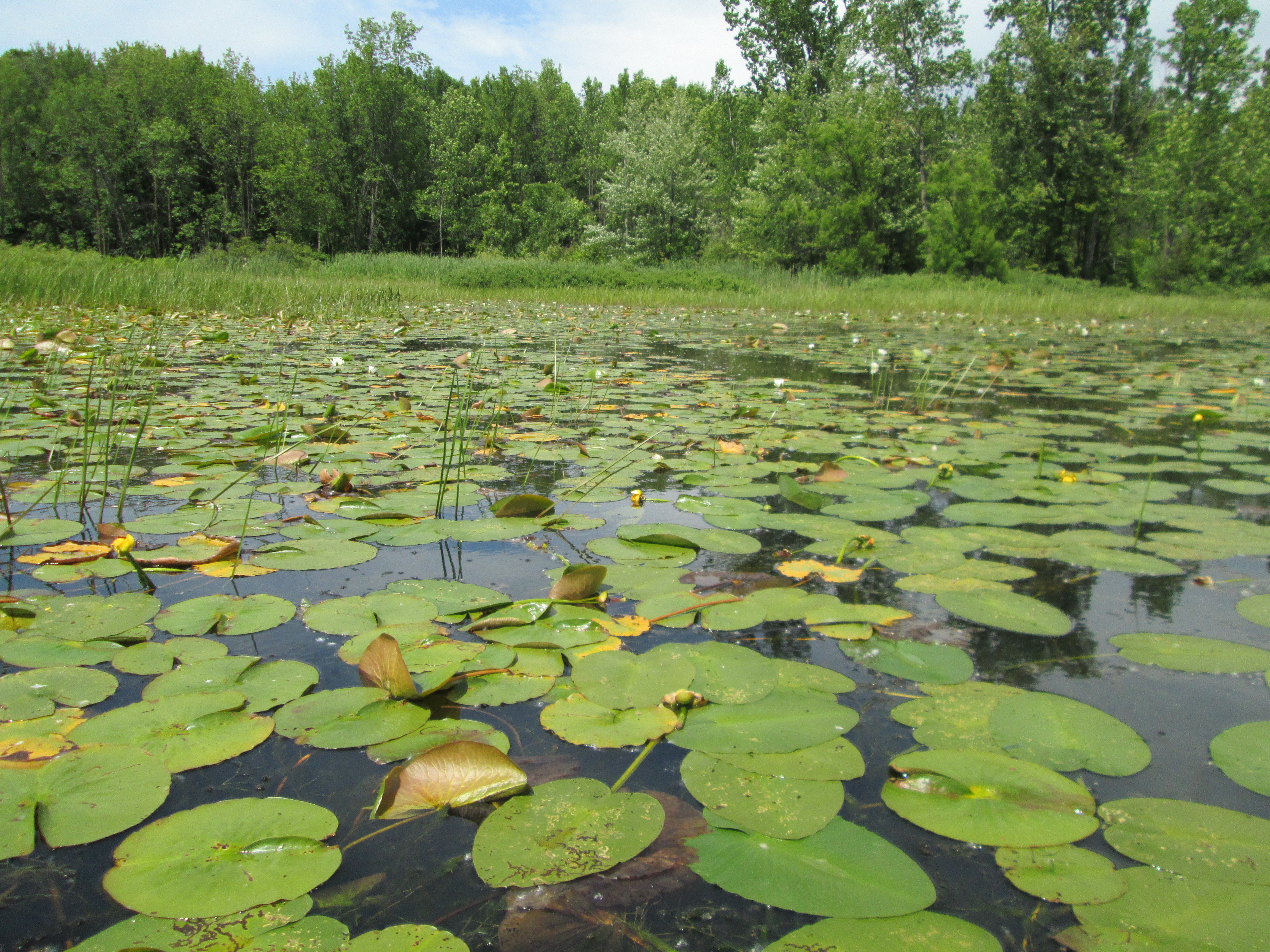
Marais Saint-Eugène

Les caractéristiques et la complexité du territoire de la RMBLSP (zones urbanisées, milieux humides et plaines inondables, diversités des usages anthropiques, etc.) en font un endroit de choix pour mieux comprendre les différents enjeux et les différentes interactions du développement durable, de la condition humaine et de la conservation environnementale. La RMBLSP est là pour faciliter la concentration de tous les acteurs du territoire, de tous les secteurs d’activités, afin de développer une vision commune à l’image de ses citoyens !

## Description
La Réserve mondiale de la Biosphère du lac Saint-Pierre (RMBLSP) s’étend sur une superficie de 7 394 km² et est répartie dans quatre régions administratives du Québec, soit la région de Lanaudière, de la Mauricie, du Centre-du-Québec et de la Montérégie. Dans celles-ci, on y retrouve un total de six municipalités régionales de comté (en incluant la Ville de Trois-Rivières), ce qui inclut 73 municipalités ainsi que deux communautés W8banakiak (Odanak et Wôlinak). 
Le territoire de la RMBLSP ne se limite pas au lac lui-même et à ses municipalités riveraines, mais inclut toutes les MRC communiquant avec le lac.  Ce point est très important, puisque le nom de la RMBLSP peut laisser croire que tous les objectifs de celle-ci seront orientés vers la conservation et le développement durable du lac Saint-Pierre, mais en réalité, ces objectifs couvriront l’entièreté du territoire, peu importe la proximité du lac.

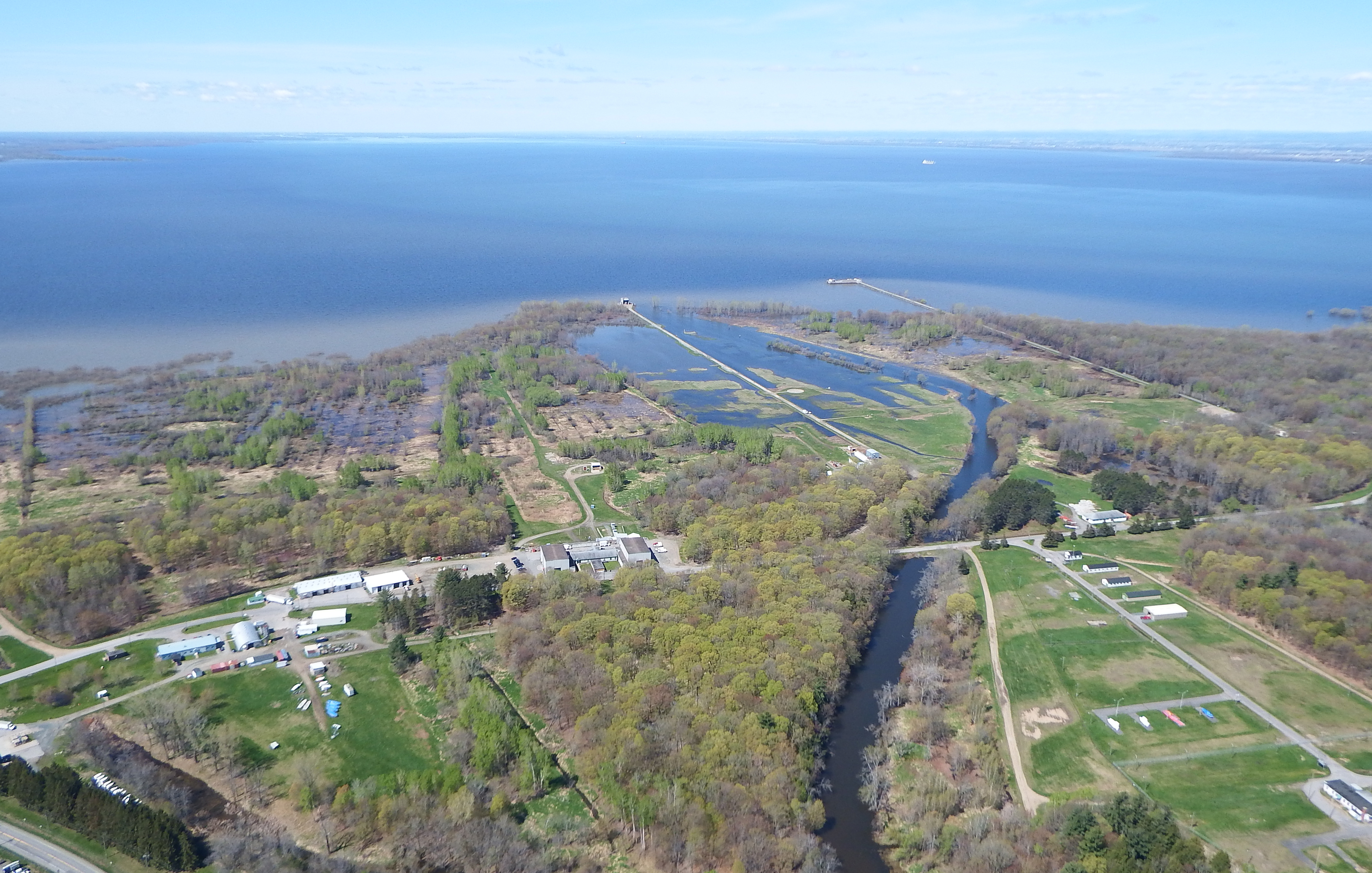
Vue aérienne du lac Saint-Pierre

Le lac Saint-Pierre constitue la plus vaste plaine inondable en eaux douces du Québec. La topographie régionale très plane, combiné aux fortes variations saisonnières et interannuelles du niveau d’eau du fleuve, engendre de grandes fluctuations au niveau de la superficie inondée. La contribution des tributaires est la plus grande cause de ces variations. La plaine inondable du lac Saint-Pierre a été identifiée comme zone d’étude pour répondre à la priorité de la conservation des milieux humides et hydriques dans le cadre du Plan de gestion intégrée régional (PGIR) issu de la Table de concertation régionale du lac Saint-Pierre (TCRLSP). Cette plaine inondable représente une superficie de 71 753 ha, dont 32 % (22 902 ha) constituent des milieux humides.
Le territoire de la RMBLSP s’étend sur deux provinces naturelles : les Laurentides méridionales, au nord-ouest, et les Basses-terres du Saint-Laurent, au sud. 
Les Laurentides méridionales sont constituées d’un ensemble de basses collines, de plateaux et de dépression variant entre 200 m et 450 m d’altitude. La région est parsemée de massifs élevés, dont l’altitude varie entre 600 m et 1 000 m. Plusieurs affleurements rocheux se retrouvent au sommet de ces massifs. 
Une partie du territoire de la RMBLSP se trouve également dans les Basses-terres du Saint-Laurent, une formation composée de roches sédimentaires entourées de dépôts marins de l’ancienne mer de Champlain, de dépôts glaciaires et de tourbières. La fertilité des Basses-terres du Saint-Laurent fait en sorte que l’agriculture est présente sur une très grande partie de la RMBLSP.

## La composition d'une Réserve de Biosphère
Chaque RB reconnue comprend trois types de zones. 
Les AIRES CENTRALES qui sont caractérisées par des pratiques de conservation, de surveillance et de recherche. Très peu d’activités humaines peuvent y prendre place et la majorité du temps elles sont régies par une législation.
Les aires centrales désignées par le statut de Réserve de Biosphère de l’UNESCO sont exceptionnelles, mais peuvent également être fragiles. Elles sont parfois l’habitat de certaines espèces menacées ou en voie d’extinction. Elles incluent généralement des écosystèmes avec une forte biodiversité qui fournissent une variété de services écosystémiques essentielle pour la vie.
Le territoire de la RMBLSP comprend 11 aires centrales totalisant 5 139 ha. 
Les AIRES TAMPONS qui entourent ou sont à proximité d’aires centrales. Des activités humaines régulières peuvent y prendre place, mais celles-ci ne doivent pas avoir d’impact négatif sur la conservation des aires centrales adjacentes;
On compte un total de 73 557 hectares d'aires tampons sur le territoire de la RMBLSP. Plusieurs se situent en bordure du fleuve Saint-Laurent ou directement dans l’archipel du lac Saint-Pierre. Ces sites sont composés majoritairement d’habitats fauniques pour le rat musqué ou la sauvagine. De plus, une partie des aires tampons sont des milieux naturels de conservation volontaire soutenus par les organismes non gouvernementaux (ONG) tels que Canards Illimités Canada ou Conservation de la Nature Canada (CNC).
Les AIRES DE TRANSITION qui comprennent le reste du territoire qui n’est pas inclus dans les aires tampons et les aires centrales. Dans cette zone, l’objectif est de faciliter le développement durable des communautés. 
Sur le territoire de la RMBLSP, cela représente 660 704 hectares.

## Plusieurs aires protégées vouées à la conservation

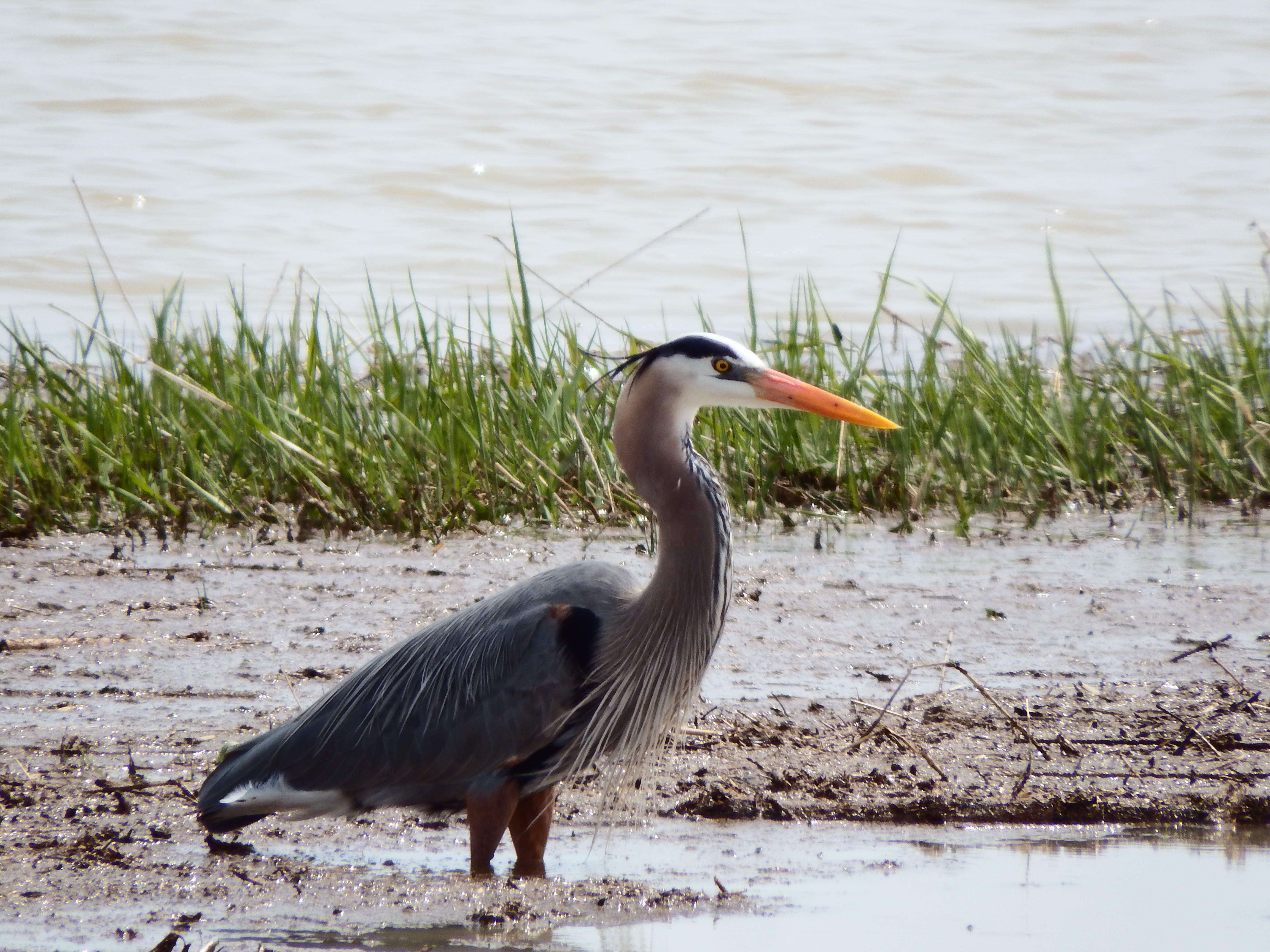
Grand héron

Selon le Registre des aires protégées au Québec, le territoire de la RMBLSP comprend actuellement (2022) près de 143 aires protégées sous une désignation officielle.
- 68 habitats fauniques (49 060 ha)   
- 31 milieux naturels de conservation volontaire (1 784 ha)  
- 20 refuges biologiques (2 688 ha)  

- 12 réserves naturelles reconnues (357 ha)   

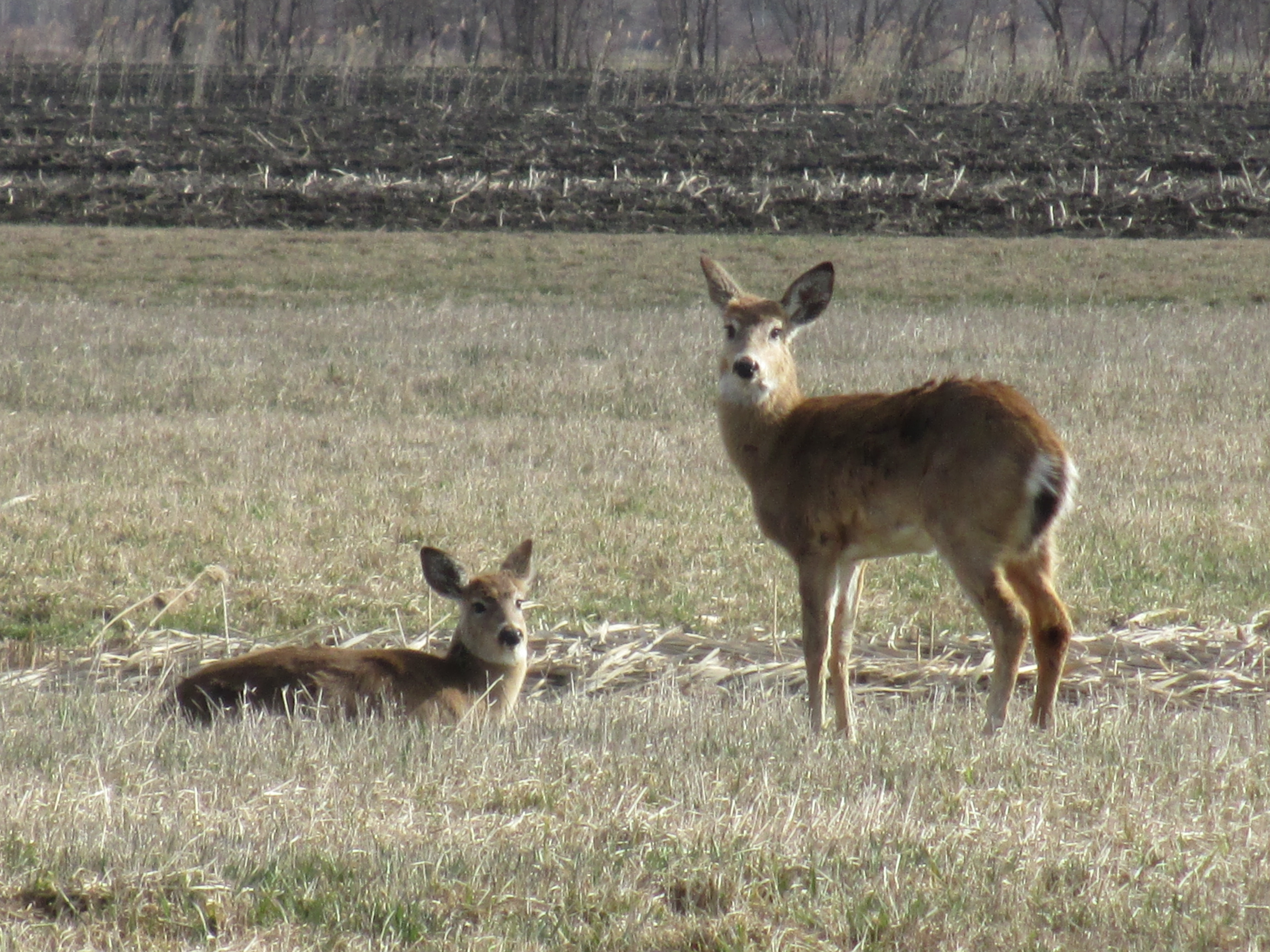
Cerfs de Virginie

- 4 réserves écologiques (1 755 ha)  
- 4 zones d’importance pour la conservation des oiseaux (ZICO)  
- 2 refuges fauniques (406 ha)  
- 2 habitats d’une espèce floristique menacée ou vulnérable (29 ha) 
- 1 refuge d'oiseaux migrateurs (3 009 ha)
- 1 réserve nationale de faune (298 ha) 
- 1 écosystème forestier exceptionnel (204 ha) 
- 1 réserve de biodiversité projetée (19 106 ha)            

## Différents secteurs d’activités caractérisent le territoire de la RMBLSP
L’offre touristique dans la RMBLSP est composée d’un éventail d’activités comme la navigation de plaisance, la pêche, la chasse, l’observation de la faune et de la flore, ainsi que plusieurs activités culturelles à volets sociaux et historiques.
La Ville de Trois-Rivières et la MRC de Pierre-De Saurel possèdent d'importantes zones industrielles bien implantées, sans oublier le secteur de Bécancour avec son Parc industriel et portuaire en plein essor.
Les Basses-Terres du Saint-Laurent, avec leurs sols fertiles, accueillent une imposante superficie de terres agricoles qui constituent un moteur important de l’économie régionale.

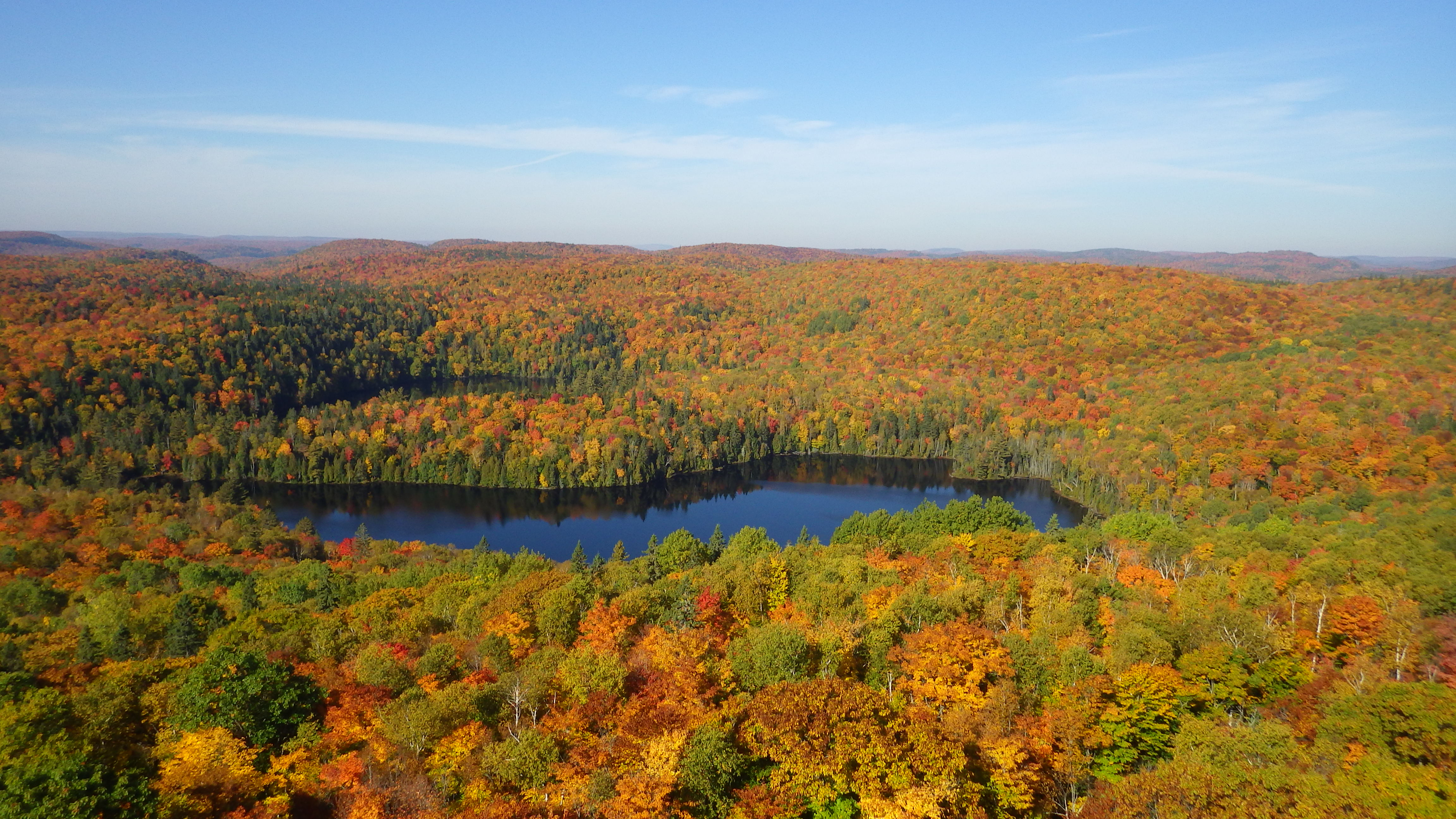
Paysages d'automne à Saint-Mathieu-du-Parc

La portion nord du territoire est caractérisée par la présence de nombreux lacs et forêts, environnement propice pour la villégiature et la foresterie.
Le lac Saint-Pierre et son archipel constituent la plus vaste plaine inondable en eaux douces du Québec.
Le territoire de la RMBLSP compte plus de 20% des marais et plus de 50% des milieux humides du fleuve Saint-Laurent.

## Les Premières Nations présentes et impliquées sur le territoire de la RMBLSP
On compte deux communautés w8banaki sur le territoire de la RMBLSP, soit Odanak et W8linak. Leurs connaissances traditionnelles et locales sont un atout pour les activités de conservation et de développement durable en lien avec la RMBLSP.
La RMBLSP n’a pas d’implication actuelle quant à la mise en valeur du patrimoine culturel de la Nation W8banaki, mais souhaite supporter les communautés de son territoire à faire valoir leur culture traditionnelle par le biais de divers projets et activités.
Le Bureau de Ndakina fait office de porte-parole pour ces communautés en faisant notamment part de leurs revendications territoriales, ainsi que la promotion et la défense de leurs droits. Plusieurs recherches du Bureau du Ndakina font le pont entre la pratique d’activités traditionnelles, la transmission de celles-ci, les changements climatiques et le contexte socioculturel des communautés w8banaki.
Créé en 2007, le Bureau environnement et terre d'Odanak (BETO) développe plusieurs projets visant à améliorer ses connaissances et sa gestion de l’environnement. Il complète plusieurs projets et études en plus de fournir des efforts de sensibilisation.

## La gestion de la Réserve mondiale de la Biosphère du lac Saint-Pierre
De 2000 à 2019, la RMBLSP a été gérée par la Coopérative de solidarité de la Réserve de la biosphère du lac Saint-Pierre, constituée par lettres patentes le 6 juillet 2000 en vertu de la Loi sur les coopératives (RLRQ, C. C-67.2) et dissoute le 5 septembre 2019. Cette coopérative de solidarité avait pour mandat, entre autres, le développement durable du tourisme de nature et du tourisme culinaire, ainsi que de travailler avec et pour la collectivité sur son territoire : les citoyens, les intervenants et les organismes du milieu, les instances politiques, les partenaires financiers, les institutions d’enseignement et les grandes industries. La vision de la coopérative de solidarité était de participer au développement durable des entreprises et des organisations touristiques, dans un esprit de cohabitation harmonieuse entre l’homme et la biosphère. La Coopérative de solidarité travaillait au maintien des relations durables selon une démarche qui privilégie l’interdisciplinarité, les relations intergénérationnelles et la gouvernance participative.  
À partir de 2020, le Comité ZIP du lac Saint-Pierre est devenu le mandataire de la RMBLSP. Le Comité ZIPLSP a pour mission de « réhabiliter, protéger et mettre en valeur le couloir fluvial dans le secteur du lac Saint-Pierre, entre autres en développant et en soutenant les usages et les loisirs écoresponsables, afin de permettre une utilisation durable de ses ressources et le maintien ou l’amélioration de sa condition aux niveaux biologique, chimique, physique et humain. » (ZIPLSP, 2021). Quatre axes d’interventions sont priorisés dans les activités de l’organisme : sensibilisation, éducation, action et concertation. Les différentes implications de la ZIPLSP sont détaillées tout au long du présent document. 